# Programmations d'Astropolis
Le festival Astropolis propose depuis ses débuts en 1995 une programmation consacrée aux musiques électroniques. Chaque années, quatre éditions principales prennent place. La plus populaire, l'édition d'été, est l'organe originel du festival, à Brest ; l'édition d'hiver, qui a lieu depuis 2012, à Brest ; l'édition Spring, qui se déroule au printemps sur l'ancien site de l'édition d'été, à Concarneau ; enfin l'édition Fortress, plus intimiste, qui se déroule à Brest.

## Éditions 2024

### Astropolis Hiver
La 11e édition d'Astropolis Hiver se déroule du 21 au 25 février 2024. Les artistes sont:
Estella Boersma, Kettama, Sherelle, Animistic Beliefs, Ttristana, Zaatar, SOA420, Egoprisme, KinK, Madben, Marie Montexier, Sonic Crew, Narni(e) Turix, Anaco, Minuit Machine, Rag, Ley Mar, Mac Loud, Matilda, Valise, Daïf, Opäk, et Saint Misère.

### Spring
L'édition 2024 de Spring se déroule le 8 mai 2024, au château de Kériolet, à Concarneau. Comme chaque année, les artistes ne sont connus que par l'organisation, et sont dévoilées qu'à l'ouverture des portes du festival. 
Les artistes présent lors de cette édition sont : Sonic Crew, Detroit in Effect, Zadig, Cuften, Nene H, Azo & Alex Perry, Octo Octa, Batou, Blanca Brusci, Dj Sanza, Feuille, Guitch, Jilo, Malo, et Soyeux.

### Astropolis Été
La 28e édition du festival Astropolis se déroule du 26 au 30 juin 2024. Les artistes présents sont :
Laurent Garnier, Mall Grab, Marie Davidson, Sonic Crew, DJ Seinfeld, Big Reid & Dj Absurd, DNGN & DRGNS, Elisa Do Brasil, Manu le Malin & [KRTM], RABBeAT, Skeptical & SP:MC, Wallis, Lizzie, Blawann, DJ FuckOff b2b Denham Audio, MCR-T, RONI b2b Lisa More, Simo Cell, Swooh, Too Smooth Christ, Azzuur, Clara Samson, Gneiss, Luche, Ogmah, Princ3Kx Stadleysu, Tatyana Jane, The Driver, Gerd Janson, Badsista, Dylan Dylan b2b Célélé, Bunzen, Galère Sucré b2b Saübr, Goupile, Transe Ar Gwez, Matilda b2b Youps, Dj Shaman Boil b2b Siwal, Jimmy b2b Symraah, Amui, Antonyme, Hypnodream, Nocho, Bre.Tonne, Nooce, Vilaine Band, Drites Incarnées de Calcutta, ElSwaad, Etna, Eddy Sco, Ic Youstone b2b B Side, Imogen, Setaoc Mass, Xay Xay, Ano Poli, Ika Sile, Kanaille, L'étalon Disco, Nihiloxica, La Punta Bianca, Jung & I, Liza Liza, CWTCH, Pauline Gompertz, et Slow Dimension.

### Fortress
L'édition 2024 de Fortress se déroulera le samedi 7 septembre 2024, au fort de la Penfeld à Brest.
Les artistes seront : Dax J b2b Umwelt, Audrey Danza, u.r.trax, Canblaster, et Sonic Crew.

## Éditions 2023

### Astropolis Hiver
L'édition 2023 d'Astropolis Hiver se déroule du 8 au 12 février 2023.
Les artistes présent lors de cette édition sont :
Marc Orlan, Midnight Totem, Aude Vaisselle, Bravo Béton, Luisetti, SPDFJ, Willikens & Ivkovic, Volition Immanent, Rixes, Zohar, Cate Hortl, Youl, Leoni Leoni, Maxime Dangles, DJ Sista Bro, Kittin & The Hacker, Kendal & Pablo Bozzi, La Creole, Il est Vilaine, Sonic Crew, A-Sim, Gigsta, Ilyss, Jean Terechkova, JohnFaustus, MMPP, Moody, Nabta, Baladur, Magicien Windows, Sarah Rubio, et Horizons

### Spring
L'édition 2023 de Spring se déroule le 18 mai 2023, au château de Kériolet, à Concarneau. Comme chaque année, les artistes ne sont connus que par l'organisation, et sont dévoilées qu'à l'ouverture des portes du festival. 
Les artistes présent lors de cette édition sont : Sonic Crew, Célélé, Scan X, Héctor Oaks, Erol Alkan, Gerd Janson, Vanadis, Dr.Elfa, Eklose, et Swooh.

### Astropolis Été
Cette 27e édition d'Astropolis se déroule du 28 juin au 2 juillet 2023.
Les artistes sont :
Daniel Avery b2b Helena Hauff, Cassie Raptor, Boys Noize, Soft Crash, Sonic Crew, VTSS b2b Nene H, HAAI, LB AKA LABAT, LSDXOXO, Nouveau Monica, Sha Ru Hybrid, Adamant Scream b2b LI-Z, Dolphin, Elisa Do Brasil, Ghost In The Machine, Kilbourne, Manu le Malin b2b Thrasher, Namscha, NZE NZE, Tripped, Aasana, Aeven, Arnaud Is Dancing, Aval Douar, DJU:N Noctam, Rheist, Paloma Colombe, Blutch, DJ Mell G, Eendracht, Mystery Kid, Nessiel b2b Schloss, Same, Atlas Circus, Bon Abri, Seanapse, B Side, Sequence, Versatyl, Azo, Adam BFD, Ephere, Le Saint, SöWe, Wooka, Night Birds, Öz, Constance Rosa Vertov, MadMadMad, Naomie Klaus, Saintes, Floorfillers, Radio Nova SoundSystem, Richelieu, Barbara Boeing, Framboisier, The Driver, et Kampire.

### Fortress
Cette édition de Fortress se déroule le 9 septembre 2023. Les artistes sont : Ellen Allien, Mad Rey b2b Mezigue, Cate Hortl, Kmyle, et Sonic Crew.

## Éditions 2022

### Astropolis Hiver
L'édition 2022 d'Atropolis Hiver se déroule du 2 février 2022 au 6 février 2022.
Fabrizio Rat, Klåra, Domi, Horses, Too Smooth Christ, Nina Nina, 999999999, SPFDJ, Louisahhh, Dju:n, Lena Willikens, Flore, Coucou Chloe,Chienne & Shoboshobo, Blanca Brusci, Hoara, Jennifer Cardini & Damon Jee, Mano Le Tough, Blutch, Sonic Crew, Sherelle, Malcolm, Enerzion & Mad Processor, Carlton, Dr.Elfa, Fasme, Jean Terechkova, A-Sim, Evenn, Ringard.

### Astropolis Été
L'édition 2022 d'Astropolis se déroule du 29 juin 2022 au 3 juillet 2023.
Les artistes sont :
Laurent Garnier, Ellen Allien, I Hate Models, Overmono, Cuften, Sonic Crew, Octo Octa b2b Eris Drew, Mézigue, David Vunk, Peach b2b Shanti Celeste, Mimmo, Chris Liberator b2b Sterling Moss, Hellfish, Manu le Malin, Elisa Do Brasil, Zoë MC Pherson, Mouse & No Name, Edub, Rinemax, Batenko, Dica & Teokad, Eklose, Klass Sirius, Ley Mar, Opäk, Swooh, Belaria, Célélé, Flamar & Olkan, Matilda, René Danger, Valise, Vincent Gasoil, Viril, Capu, 440Hz, Schloss, Vanadis, Tata Monique, Capon, Rebekah, Hector Hoaks, La Fraicheur, Ivy, Neowise, Saint Misère, S.R.

### Fortress
L'édition 2022 de Fortress se déroule le samedi 17 septembre 2022 au fort de la Penfeld, à Brest.
999999999, Jennifer Cardini, Damon Jee, W.LV.S (The Driver & Electric Rescue), Nene H, Sonic Crew.

## Édition 2021
Les différentes éditions de 2021 sont annulées en raison de la pandémie de Covid-19.

## Éditions 2020

### Astropolis Hiver
Dj Pierre, Folamour, Lotus Eater (Lucy & Rrose), Sama', Giant Swan, Moxie, Parrish Smith, Sherelle, Clara! Y Maoupa, Bracco, DJ Varsovie, Théo Muller, Unklevon, Monolithe Noir, Vanadís, Poing, Atlantic, Ari de B, 440HZ, Yann Polewka, Pipholp, Raymond D. Barre, DJ Streaks, Trampfire, Arabica, Hello Paris, Gwendoline, Sonic Crew, Antoine Garrec & Zoe Dubus, Dañs Bekabe, District Sampling, Diana Alma, Gavin b2b Rom, Antoine Lemoine, Love & Happiness, Vïsü.

### Astropolis Été
L'édition été de 2020 est annulé en raison de la pandémie de Covid-19.

## Éditions 2019

### Astropolis Hiver
Kenny Dope, Low Jack, 16 Pineapple, Luke Vibert, DjRum, DJ Seinfeld, ANNA, Miley Serious, Overmono, Deenah Abdelwahed, Regina Demuna/ Manu Le Malin, Session Victim, SHXCXCHCXSH, Madben, Varg, Abstract Sound System, Arabica, Bicolore, Couverture de survie, District Sampling, DJ Psychiatre, Eye, Omma, Pavane, Sharplines, Subtil DJ, Tell, SPS Project Traumstadt, The Mensure, Sonic Crew, Vincent Malassi, Waving Hands, Tom Von Bed & Benny

### Astropolis Été
X-102 (Jeff Mills & Mike Banks), Apparat, Paula Temple, Arnaud Rebotini & Le Don Van club " 120 Battements par minute", Kiddy Smile, Max Cooper, Micropoint, Denis Sulta, Marc Romboy, Call Super, Kap Bambino, Kobosil, Skee Mask, Manu Le Malin, I-F, Lakker, The Dj Producer, Dj Marcelle, Anthony Linell (aka Abdulla Rashim), Mor Elian, Jensen Interceptor, Illum Sphere, Elena Colombi, The Driver, Oktober Lieber, Laake, Elisa Do Brasil b2b J Malik, Roza Terenzi, Blutch, Bufiman, Somniac One, Re.Kod, Maxime Dangles, Verset Zero, Sonic Crew, Tremplin : 909 Resistance, Blurred Boy, Bre.Tone, Dr Elfa, Earl Nest, ILYSS, Joad, LennyBar b2b Leissen, Marl K, Nabta, Nuances D'engrais, Organic Frequencies, Parhelic Shell, Rawkorder, Somoine, Salvador s Owwl, Swing Loww Collectifs : Abstrack, Comme ça, Echap, Motif, Numero cent six, OND, Radio Lune.

### Fortress
Bjarki, Ancien Methods, Chloé b2b Ivan Smagghe, Special Request aka (Paul Woodford), Sonic Crew

## Éditions 2018

### Astropolis Hiver
Charlotte De Witte, Kerri Chandle, Dj Stingray, Legowelt, Hunne, Broken English Club, Look Mom No Computer, Chloé & Vassilena Serafimova, Romain Play & Camion Bazar, O'Flynn, Deux Boules Vanille, Kmyle, Carlton, Le Matin, Signal ST, Soul Edifice, Too Smooth Christ, Djokovic, Gigsta, Sonic Crew, Condor, Tiny, Velizion, Antoine Garrec, Ohm Saw, Guilem'Hall, Fell Wave, Soukouss All Stars, Brunobot, Eric Numeric, La Singerie

### Astropolis Été
Laurent Garnier, Nina Kraviz, Modelselektor, Agoria, LSD (Luke Slater, Steve Bicknell & Function), Dax J, Avalon Emerson, Otto Von Schirach, Peter Van Hoesen, OR:LA, Kornél Kovacs, Ancient Methods, Not Waving, Dj Pete (aka Substance), Doc Daneeka b2b Medlar, Aleksi Päräla, Madben, Molly, JASSS, Manu Le Malin, Throwing Snow, Elisa Do Brasil, KRTM, Budburnerz, ISR (Lenny Dee, Satronica & Malke), Laval (Electric Rescue & Kmyle), 14Anger, The Driver, Densha Crisis, Sonic Crew, Paulette Sauvage Collectifs : Kosmopolite music, Bad Seeds, La Station Rose, La Tangente, NVNA, OND, Radio Lune, TBD, Submarine Tremplins : 44OH, Animal Holocaust, Club Z1Z1, CZR, DA:MU, Fasme, Jean Tereshkova, JK3000, Mac Declos, Martin Goodwin, Moody, SZ, TRMA, Unkvelon, Yann Polewka b2b H.MESS

### Fortress
Anetha, Michael Mayer, Möd3rn (Kmyle, Electric Rescue, Maxime Dangles), Sonic Crew

## Éditions 2017

### Astropolis Hiver
Robert Hood aka Floorplan, Helena Hauff, Body & Soul 20 years : François K, Joe Claussel, Danny Krivit, Fatima Yamaha, DJ Stingray, Omar Souleyman, Steven Julien aka Funkineven, The Driver aka Manu Le Malin, Raheem Experience : Mad Rey, Neue Grafik, LB aka Labat, Le Turc Mécanique : Bajram Bili, Jardin, Zwarte Piet, Charles LTM, Sonic Crew, Relief, Le Matin, La Honte, Velizion x Silent Kraft, Tropical Love, Lesneu, Schruby, Cedric Sheva & Ruzart, FZR, MPX aka DJ Subtil

### Astropolis Été
Jeff Mills, The Black Madonna, Surgeon, Floating Points, Karenn, Jacques, Motor City Drum Ensemble, Joy Orbison & Barnt, Mr G, AUX 88, Objekt, Anthony Parasole, Veronica Vasicka, Ben Frost, Dr Rubinstein, Blanck Mass, The Mover, Umwelt, The Herbaliser, T.Raumschmiere, Casual Gabberz, Flabaire, Mindustries, Möd3rn (Electric Rescue, Maxime Dangles, Traumer), Manu Le Malin, Dj Oil, Oniris, Trunkline (Madben &Yann Lean), Elisa Do Brasil, The Driver, Sonic Crew, Blutch, Claire, Deadlift, Collectifs: BR|ST, La Source, La Station Rose, Midi Deux, NVNA, Pulse MSC, Arno N'joy  Tremplin : Narvim, Victoria.52, LB, Vanadis, Das Kreuz, La Bile, MMPP, Eddy Sco, Evenn, Gigsta, Savage Cult, S8JFOU, Kooper.

### Fortress
Len Faki, Nathan Fake, W.LV.S (Manu le malin & Electric Rescue), The Hacker, Vinny Val Malass, Sonic Crew

## Éditions 2016

### Astropolis Hiver
Carl Craig & Tristano Francesco, Laurent Garnier, The Shoes, E S B, Mount Kimble, Mind Against, Terrence Parker, Levon Vincent, Tommy Four Seven, Benjamin Damage, Sonja Moonear, Portable Aka Bodycode, Ron Morelli, Randomer, Johannes Heil, Benjamin Damage, Jeremy Underground, D.K. Aka 45 Acp, Raphaël, Pavane, Witxes, La Station Rose, Chambry, Loto Retina, Balladur, Or’l, Go Deep, Francoijak Noroeste, Cachette À Branlette

### Astropolis Été
Maceo Plex, Len Faki, Kerri Chandler, Agoria, Andrew Weatherall, Emmanuel Top, Roman Flügel b2b Axel Boman, Venetian Snares, Paula Temple, Helena Hauff, Tom Trago, Electric Rescue, Unforeseen Alliance (Antigone, Birth Of Frequency, Voiski, Zadig), Space Dimension Controller, Shed, Plaid, SHXCXCHCXSH & Pedro Maia, Abdulla Rashim, Alex Smoke, Damiano von Erckert, DNGLS(aka Maxime Dangles), Synkro, Trunkline (Madben & Yann Lean), Kompakt present Pop Ambient (Wolfgang Voigt, Triola aka Jörg Burger, Ünland), Manu Le Malin, Mad Rey, AZF, Maud Geffrey, Nastia, Le Bask, The Driver, Blutch b2b Cuthead, Ophidian, Elisa Do Brasil, Fred Hush, Renaat, Irezumi live (aka Manuel-M), Fracture 4, Sonic Crew, Relief

### Fortress
Marcel Dettman, Daniel Avery, Patrice Bäumel, Molécule, Opasse, Sonic Crew, Relief

## Éditions 2015

### Astropolis Hiver
Model 500 (Juan Atkins, Mad Mike, DJ Skurge, Mark Taylor), Jimmy Edgar, Roni Size, Moodymann, Simian Mobile Disco, Jackmaster, Henrik Schwarz, Gregor Tessier, Planetary Assault Systems (aka Luke Slater), Perc, Andrew Weatherall, Dream Koala, Dub Love, Maxime Dangles "Led Live", Lone, Shekon, Laurent Maldo, & Jules Wells, Douchka, KLNR, Etre assis ou danser, BR/ST, Voiceless collective, Undercover, Sonic Crew, Midweek, Relief

### Astropolis Été
Dixon, John Talabot, Mark Ernestus, Lil Louis, Rone, Manu le Malin, Elisa Do Brasil, Recondite, Robert Hood, Boys Noize, The Bug & Manga, Loco Dice, John Digweed, Squarepusher, Marcel Fengler, DVS1, Apparat, Madben, Thorb,  Kowton Ruffneak, Kolde , Paul Woolford, Koudlam, Extreme Precautions, Minimum Syndicat, Elisa Do Brasil, Igneon System, Section Grabuge, CYR, Upwellings, Blutch, Sonic Crew, Oniris, Schrubi

### Fortress
Rone, Steve Rachmad aka Sterac, Maxime Dangles, Bambounou, Chymera, Sonic Crew, Delskiz

## Éditions 2014

### Astropolis Hiver
Brodinski, ƱZ, Cajmere (aka Green Velvet), Souleance, Kölsch, Boston Bun, Acid Arab, Boddika, The Driver VS Electric Rescue, SCNTST, 123 Mrk, Andy C, Aufgang, Dehousy, Dr Flake, Dusty Corners, Fakear, Gangpol Und Mit, Madben VS Oniris, Twerk (Elijah & Skilliam), Relief, Vielspab, Les Disques Anonymes, Sonic Crew

### Tremplin Astropolis
Blutch, Mathew Lev, Crik8, Dorian Moist, Suze, Clayton Guifford, Oxxa, Ringard, Cordeiro, Doist!, Carlton, Garage Shelter, The Noisy Freak, Calcuta, Kelib

### Astropolis Été
Laurent Garnier, Jeff Mills, LFO, Erol Alkan B2B Daniel Avery, Xosar, La Femme, Tale Of Us, Jamie xx, Dr Alex Paterson (The Orb), Dasha Rush, Möd3rn, Scuba, Skream, Elisa do Brasil & Miss Trouble, Son of Kick, Derrick May, Motor City Drum Ensemble, Machinedrum, RØDHÅD, Clark, Oniris, Pulses, Sonic Crew, Mabden, Phil Fiction, Pearson Sound, Fluxion
- Scène Mekanic (hardcore) : Lenny Dee, Manu le Malin, Micropoint, Inger Live Aka Laurent Hô[12] ; Torgull et Armaguet Nad rendent hommage à Liza 'N' Eliaz lors d'un mixset placé sous le thème Tribute to Liza 'N' Eliaz[13],[14]

### Fortress
Ben klock, Agoria, Zadig, Vince Watson, Blutch, Sonic Crew

## Éditions 2013

### Astropolis Hiver
Jeff Mills, Noisia, DJ Hell, Rone, Dj Food, Madben, Scan X, Maelstrom, Dj Vadim, Wankelmut, Bambounou, Joris Delacroix, Zombie Zombie, Ian O' Donovan, French Fries, Sonic Crew, Subarys, Visualize, Mog vs Pierre, Thraces, Rapid Douglas, F.E.M

### Spring
Michael Mayer, Ben Klock, Kenny Larkin

### Astropolis Été
Woodkid, Gesaffelstein, Fritz Kalkbrenner, Marcel Dettmann, Kavinsky, Flume, Agoria, Jackson and His Computer Band, Nina Kraviz, Siriusmo, Spitzer, Dop D.O.D., Blawan, Digitalism, Pachanga Boys, Robert Hood, Kap Bambino, Dirtyphonics, Scratch Bandits Crew Rodriguez Jr. Mondkopf, Sebastian, Delta Funktionen, Daniel Avery, Kink, Deetron, Oniris, Manu Le Malin, Eggo, Niveau Zéro, Tymon, Groj & Van Did, AK-47, Elisa do Brasil, Electric Rescue VS The Driver, Timid Rec Showcase, Sonic Crew

### Fortress
Âme, Dj Rolando, Dusty Kid, Rodriguez Jr, Au Revoir Simone, Aquabissimo

## Éditions 2012

### Astropolis Hiver
Nicolas Jaar, François K, Busy P, Mr Scruff, Doctor P, Mickey Moonlight, Clement Meyer, Club Cheval, South Central, Nicolas Masseyef, Mansfield.TYA Fukkk Offf, Stereheroes, Arno Gonzalez, Valentin Stip, Baadman, Sonic Crew, Budju, Sieur & Dame, Aquabassimo, Scouap, Christophe Brault

### Spring
Kevin Saunderson, Fritz Kalkbrenner, Rone, The Driver, Sonic Crew

### Astropolis Été
Birdy Nam Nam, Atari Teenage Riot, Green Velvet, Foreign Beggars, Dilemn, Danger, Ben Klock, Modeselektor, DJ Sneak, Seth Troxler, Chris Liebing, The DJ Producer & Deathmachine, Extrawelt, Arnaud Rebotini, Oxia, Max Cooper, The Panacea vs Limewax, Thrasher, Electric Rescue & Remain, Don Niño, Manu Le Malin, Crane Angels, Mustard Pimp, Madben, Camille Rodriguez, Franck Kartell, Halfsquare, Coldgeist, Azeria, Sonic Crew, Marst, Lucie Lebel & Jeff Fontaine, Elisa do Brasil, N Vitral, Sociopathe, Stand High Patrol & Guests, Yann & Tristan, collectif RAW, Arnaud, Lowpee, Mad Of Gang, Bad News From The Stars

## Édition 2011
Laurent Garnier LBS, Cassius, Goldie, Rusko, DJ Koze, Carl Craig, Jackson, Rone, dOP, The Toxic Avenger, Nouvelle Vague, Supermayer, The Shoes, Pantha Du Prince, Teenage Bad Girl, Housemeister, Stephan Bodzin, Maetrik, La Femme, Elisa do Brasil avec Miss Trouble & Youthstar, Manu Le Malin, Sonic Crew, Electric Rescue, Maxime Dangles, I Am Un Chien, Gesaffelstein, Joker & MC Nomad, Logo, Sigma, Oddateee, Psychatron, Sarin Assault, The Outside Agency, Beuns et Rockette (Heretik), Baadman, The Popopopops, Madben, Agoria, DJ Pierre, Electric Rescue.

## Édition 2010
Jeff Mills presents The Sleeper Wakes, Paul Kalkbrenner, Tiga, Busy P, Agoria, Pendulum & Mc Jakes, Brodinski, Yuksek, Sebastian, Fuck Buttons, Turzi, The Subs, Mathew Jonson, Dj Kentaro, Manu Le Malin, Dusty Kid, Beat Torrent, Les Petits Pilous, Danton Eeprom, Tepr, Otto Von Schirach, The Bewitched, Matrix & Futurebound, Julian Jeweil, Elisa do Brasil & Miss Trouble, We are Enfant Terrible, I:Gor, The Scratch Bandits Crew, Electric Rescue, Traffik, Ben et Béné, Doctor Flake, MatmonJazz,Laurent Garnier, Scan X, Benjamin Rippert, Sonic Crew,

## Édition 2009
Cocorosie, Underwires, Richie Hawtin, Puppetmastaz, Naive New Beaters, Switch On’s, Tinine Ti, Richie Hawtin, Troy Pierce, Sonic Crew, Kap Bambino, Flash B] Rocha, Modul Club, Black Sushi, Madtom, Nakwan, Sonam, Maya, Mechakucha, Michel Ripoche, Du Monde au Balcon, Laurent Garnier, Ebony Bones, Au Revoir Simone, Mondkopf, Djedjotronic, Das Glow, Shadow Dancer, Mon Colonel & Shore, Gui Boratto, Navid Tahernia, Ronto, Arno, Evano, Xilo, Sven Vath, Surkin, Erol Alkan, The Proxy, electric Rescue, Enola, Roni Size & Mc Dynamite, Dj Food & Dk, Elisa do Brasil & Miss Trouble, The Scratch Perverts, High Contrast, Krazy Baldhead, Manu le Malin, Fresh & Hocsid, Megazord, Conne Action, Sexy Sushi, Solange La Frange, Kid 606, Delta 9, DJ Drokz : David Zeleny : Algorythme, Les Ambassadeurs, We are the Robots, Dj Taoking, Boys Noize, Chloé, Sonic Crew

## Édition 2008
French Cowboy, Naab concert, Users, Peter Digital Orchestra, Micropoint, Lisa Moon, Dj Esk-ape, Dj Kriktus, Dj VV Section, Underjack, William Wild, Xencut, Marc Trakker, Brodinski, Surkin, Paul Ritch, Sonic Crew, Fresharts Crew, Mr Calagan, Pas de printemps pour Marnie, Sebastien Tellier, Carl Craig, M83, Midnight Juggernaut, Poni Hoax, Busy P, So Me, Dj Feadz, Dj Mehdi, Tornado & MC Rashky, Crazy Dubstep, MC Lion Dub, Dj Gan, Crazy B, Derrick May, DBX aka Daniel Bell, Oil B, Birdy Nam Nam, Boys Noize, Yuksek, Umek, The Micronauts, Danton Eeprom, Arno Gonzalez, Itrema, Miss Titi, Mix Master Mike, Dj Pone, Missill, Elisa do Brasil, Shy Fx, Sub Focus, SP:MC, Beat Torrent, MC Youthstar, DJ Ordœuvre, Christoph»Praxis» Fringeli Iszoloscope, Rotator live, Manu le Malin, Scorn, Doctor Macabre, N Type, NRV29 feat Mac Loud & HP, Greg G, KRRRK

## Édition 2007
Champion, Hocus Pocus, X Makeena, Revo, Chris Liberator, Znock, E Swat, Dj DRD, Slackness, Megazord, Sylcut, Dj L’ankou, Dj CDS, Miss Kittin, Sonic Crew, Gonzales & Mocky, Zenzile, Goose, Wax Tailor, Digitalism live-set, Basiliq Crew, Kill the dj feat Chloe & Ivan Smagghe, Papot aka Alan mc Gore, Urban Ski, Rafale, Justice, Agoria live-set, Nathan Fake, Ocean Gaya, R Play, Dj Troubl’, Kid Koala & Amon Tobin, Dj Zinc, TC, Dj Fresh & Mc Darrison performance, Elisa do Brasil & Big Red, Dj Sam, Micropoint live-set, Fixmer & McCarthy live-set, Manu Le Malin, The Dj Producer live-set, Unexist, Rude Awakening, Robbert Mononom aka Sensory Overload live-set, Toaster live-set, Princesse Rotative live-set, Hilight Tribe unplugged feat Sangeet Connexio, Kick Bong, Doctor.A, Hilight Tribe

## Édition 2006
Konono N°1, Infadels,[Dj Moule, The Georges Habitbol Brothers, Lenny Dee, Manoosh, Ooteka vs Riino, Samuel 555, Dj Wallou, Eozoon, Teknomad, Dj Smooth, Rodolphe, Michael Mayer, Tobias Thomas, Fairmont aka Jake Fairley, Sonic Crew, Judith Juillerat, [. Raumschmiere, Sonic Boom, Atone, Dasha Rush, Ellen Allien & Apparat, T. Raumshmiere, Flore, Dj Blork, TTC, DJ Orgasmic, Final Fantasy, Sir Alice, Puyo Puyo, Platodefruitdemer, Vitalic, Agoria, James Holden, Erol Alkan, Octave One & Random Noise Generation, Jazz Rider, Brain Damage, Kaly Live Dub, Birdy Nam Nam, Dj Craze + Mc Armanni, Andy C + Mc Dynamite, Elisa do Brasil, Dj Netik, Kap Bambino & Khima France, Punish Yourself, Manu Le Malin, Dave The Drummer, Chaos Bringer aka Le bruit qui court, Moshpit, Moleculez, Daisy aka Mandragore, [trup X, S20, Narkotek Sound System feat Guigoo vs Kefran, Dirty Sound System, Luz, Dj Wahn

## Édition 2005
Vive la Fête, Electro Bamako, Elixir Compagnie, Crystal Distorsion, Richie hawtin, Sonic Crew, The Hacker, David Carretta, Woody Mc Bride, Sold Out, Jenifer Cardini, Emit Lava, Pat Panik, Netik, Jeff Bock, Trunk, Mc Rastiki, Guez, Dginia] Dale Cooper Quartet & the Dictaphone, Underground Resistance, Galaxy to Galaxy, Los Hermanos, Tek Brother, S2, Djital, Skurge, John Collins, Buzz Goree, Mc Cornelius Harris, Miss Kittin, Alter Ego, Adamsky, Oscar Mulero, Tepr, Hydra, Bérurier Noir, Cellule X, Ethnopair, Barbirooza, Junior Cony, Hhm, Manu le malin, Ybrid, Destroyer, Chris Libetaror, Okupe aka Keshno & Cyberskum, Zenzile, Improvisator Dub, La Phaze, Marky & Mc Stamina, Elisa do Brasil, DJ Pone, Mc Verse, Friction, Tarik’n’Djamel, Tape, Psykick Lyrikah, The Konki Duet, One Self  feat Dj Vadim Yarah Bravo & Blu Rum 13, Aquabassimo, Demon Hektor, Sindrone, Dj Guez, S.20, Rapid Douglas, Fizz aka Gormak, Moonwalker, Ask, Mikk Jorcade, Guntag, Pusher, Astus, Anorak, Oon

## Édition 2004
Laurent Garnier, Jeff Mills, Soulwax, 2 Many Djs, Ricardo Villalobos, Luciano, Vive la Fête, Abstrackt Keal Agram, Landoz, Sonic Crew, Elisa do Brasil, Digicay, 2 Fingers, Ellen Allien, Dave Clarke, Anne & Patrick Poirier, Joystick, Global Purpose, Centre du Monde, Light Wave, Yvette Neliaz, Aquabassimo, Nouvelle Vague, Nikko, LaPintade, Alexandre Roland, Hyphen, Mind, High Tone, Hilight Tribe, Scotchy Dub, X Makeena, Jamalski, Pendulum, Lady Late & Marika, Shimon, Mc Verse, Scan 7, Rolando, Lady B, The Driver, Manu le Malin, Armagued Nad, Producer, Al Core, Promo, Lenny Dee, Joshua, Torgull, Aphasia, Optimo, Speedy J, Hypo, Depth Affect, Toy Blaster, Tomcats in Tokyo, Ixindamix, World Travellers Adventure, Beatsucker, Salam, Masterkush, Nikoz, Dsp, K14, MkNat, Bassterfly, Antistatik, Rikane, Bombscare, Noria, Kristof T, Blockbuster, Kasper Korrils, GG Hardcore, Tornado, James Labelle, Number 8, PP Dynamite, Darlin’ Nikki, Azeria

## Édition 2003
Jeff Mills, 2 Many djs, Dave Clarke, T.Raumschmiere, Miss Kittin,  Julee Cruise & Khan, Torgull & Aphasia, Les Tambours du Bronx, Rubin Steiner, Ellen Alien, Osaka, Sonic Crew, Babass, Robert le Diable, Snookut, Megalow, Benalo, Nathalie Junod Ponsard, Stephane Hubert, Gaétan Chataignier, Thomas Hirschhorn, Pipilotti Rist, Ready Made Color, Moquette Rurale, Concermate, The Bug & Mc Rage, Stress, Soper, Dj Ben, Serial K, Global Purpose, Elisa do Brasil, Dj Trunk, Kahos vs Xav, Sirius, 4Q, Lux Circus Alien, Skana, Total Resistance, Steeve Bedlam, Trox de Lil, Fox Tanz, Matt Green, Armageddon Project, Hp, Simon Underground, Rockette, Jc Dc, Le Chiffre, Dee Nasty, Manu le Malin,Lena, Tepr, Colleen, O.Lamm, Analog & Digital Sound, Pop the Fish, Rephlex All Stars, Dj Rephlex, Dmx Krew, Cylob, Chloé, Toma, Facteur Love, Flj, Popofsky, Weese, Bassterfly, Dav des Korrils, K.Lymero, Mekanix, Pedro, Hip j, Kraft & Ph, Aquabassimo

## Édition 2002
Richie Hawtin, Laurent Garnier, Andrew Weatherhall, Dralbant, Delekta, Addicted, [runk, Jeff Bock, Mc Rastiki, Bdt, Hip J, Ellen Allien, The Hacker, Pal 1 Drome, Sonic Crew, Pat Panik, Lenny Dee, Producer, Manu le Malin, Budburnerz, Tao Pai Pai, Mac Loud, Dj Hype, Mc Ad, Le Lutin, Flow, Elisa do Brasil, Miss Ficel, Jamalski, Masterkush, Crystal Distorsion, Fky, Stalker, Electric Mainhein, Gelstat, Noisebuilder, Hacknot, Beuns, Dsp, Bmhot, Hell’Ektrix, Pier’Ho, Koj, Lowen, Azeria, Feel M, Armel, Nikolapps, Julien de Nantes, Ti’Olive, Circus Road System, Aquabassimo

## Édition 2001
Suicide, Carl Cox, Jeff Mills, Miss Kittin & the Hacker, Losoul, John Aquaviva, Luke Slater, Jack de Marseille, Sonic Crew, The Driver, High Tone, Le Peuple de l'Herbe, Lab, OMR, Trunk, Hudge, Jeff Bock, Aphasia, Traffik, Crossbones, Rave Frontier, Last, Tomorrow, Kraft, Mc Youthmann, Color & Climax, Tank, Volvo Trax, Willou, Phoenix, Schneider Tm, Dj T 1000, James Ruskin, Torgull, Manu le Malin, Shora, Nostromo, Watcha, Bloody Fist, Xylocaine, Nasenbluten, Overcast, Mark N, Kotzaak, D-Joke, Big Knife, Hip J, Kojak Sound System, Aquabassimo

## Édition 2000
Laurent Garnier, Marcus Nikolaï, Dimbiman, Christian Morgenstern, Jeff Mills, Richie Hawtin, Florida, Theorem, Thomas Brinkmann, Claude Young, Ben Sims, Dralbant, Silicon Soul, J Grau, Julien & S Rom, Sébastien Léger , Scan X, Thierry Capeau, Art Point M, Grolex, Mange-disques, Aurel, Mix Master Morris, Rocket, Lester Lewitt, Tao Paï Paï, Kraft, Blg, The Horrorist, N-Project, Suicide Squad, Max Death, Simon Underground, Yann Dub, Hüdge, Torgull, Manu le Malin, Aphasia, Randy, Heretik system, Beun’s, Noisebuilder, Popof, Aquabassimo, Rubin Steiner, Olyve La Funta, Half La Loz, Krostiff

## Édition 1999
Jeff Mills, Robert Hood, Neil Landstrumm, Tobias Schmidt, Franck Muller, John Thomas, Grolex, Technasia, The End Sound System, Mr. C, Matthew B, Layo, Beroshima, Dax Riders, Elisa do Brasil, Tonio, Nikolapps, Nyco, Deaf’N’Dumb, Kenoby, Jess, Crabe, Kamaro (Majipoor), Thomas Bangalter, Eric Borgo, Dj Harri, Syd, Producer, Ingler, Micropoint, Torgull, Manu le Malin, Aphasia, Senical aka Choose, Aba Shanti, Mils, Tank, Magnetophone, Sonic Boom aka Spectrum, Dub Action, Monolake, Chain Reaction aka Scion, Tikiman, Substance, Vainqueur, Willyman, Half La Loz, Willou, Aquabassimo, Kraft

## Édition 1998
Laurent Garnier, Jeff Mills, Eric Borgo, Chain Reaction aka Scion, Scan 7, Mike Grant, Reggie aka Allergy, Nikolapps, Phagz, Kraft, Torgull, Aphasia, Lenny Dee, Marc Acardipane aka Rave Creator, Manu le Malin, Cyr, Yann Dub, Yuri, Acid Kirk, Dj Run & Mc Janos, Adolphe, Mateo, Xav, Sébastien Léger, Nicolas de Floriant, Julien, Dj Funk, Fishtechnik, Benalo, Les Nuits Blanches, Fred Baudouin, Aquabassimo

## Édition 1997
Laurent Garnier, Jeff Mills, Liza 'N' Eliaz, Richie Hawtin, Acid Junkies, Manu le Malin, Joss, Blob, Aphasia, Yann Dub, Da Natur, Cyr, Ph, Julien de Nantes, Olivier B, Maji Poor, Nemo, Fred Baudouin, Paco, Adolphe, Aquabassimo

## Édition 1996
Laurent Garnier, Jeff Mills, Dj Hell, Manu le Malin, Fumiya Tanaka, Steve Bicknell, Nikolapps, Feel M, Tino, Lunatic Compagnie

## Édition 1995
Liza 'N' Eliaz, Laurent Hô, Manu le Malin, Acid Kirk, Tim Taylor, A.N.T.I., Attila, Feel M, Singular A, Evil Dwarf, L’un et L’autre, Cuisine, Cyr, Yann de B